# ژو-مالوش
ژو-مالوش (به فرانسوی: Jeu-Maloches) یک کمون در فرانسه است که در اندر واقع شده‌است. ژو-مالوش ۱۲٫۷۳ کیلومتر مربع مساحت و ۱۲۹ نفر جمعیت دارد و ۱۳۴ متر بالاتر از سطح دریا واقع شده‌است.